# Белфонт (Арканзас)
Белфонт (енгл. Bellefonte) град је у америчкој савезној држави Арканзас.

## Демографија
По попису из 2010. године број становника је 454, што је 54 (13,5%) становника више него 2000. године.
| Група             | 2000.       | 2010.       |
| Белци             | 373 (93,3%) | 442 (97,4%) |
| Афроамериканци    | 2 (0,5%)    | 0 (0,0%)    |
| Азијати           | 0 (0,0%)    | 0 (0,0%)    |
| Хиспаноамериканци | 19 (4,8%)   | 3 (0,7%)    |
| Укупно            | 400         | 454         |